# Пушкін (аеродром)
Пушкін — військовий аеродром в південній частині міста Санкт-Петербург. Тут базується частина 332-го окремого вертолітного полку 6-ї армії ВПС та ППО, оснащеного вертольотами Мі-8МТ/МТВ-5, Мі-24ПН, Мі-28Н і Мі-35М (інша частина — на аеродромі Прибилово).

### Російсько-українська війна
332-й вертолітний полк був залучений до атак України починаючи з 2022. Весною 2022 ГУР МО оприлюднило список льотчиків 332-го полку з аеродрому «Пушкін», які скоювали авіанальоти на Україну.

## Катастрофи та інциденти
7 лютого 1981 внаслідок зміщення центровки при зльоті розбився літак Ту-104А. Загинули 50 людей, всі хто був на борту, екіпаж та пасажири - вище керівництво Тихоокеанськиго флоту СРСР